# Maxime Laubeuf
Maxime Laubeuf (ur. 23 listopada 1864 w Poissy, zm. 23 grudnia 1939 w Cannes) – francuski inżynier okrętowy, pionier konstrukcji okrętów podwodnych, którego konstrukcje wywarły bardzo duży wpływ na dziewiętnstowieczne oraz wczesne dwudziestowieczne konstrukcje tej klasy okrętów.

## Życiorys
W 1898 roku francuska Marine Nationale ogłosiła międzynarodowy konkurs na projekt okrętu podwodnego, którego zwycięzcą została konstrukcja Laubeufa o nazwie „Narval”. Mimo że wiele aspektów konstrukcyjnych tego okrętu nie przeżyło samej jednostki, Laubeuf po raz pierwszy zastosował w nim fundamentalne dla rozwoju tej klasy rozwiązanie – podwójny kadłub złożony z wewnętrznego kadłuba sztywnego (ciśnieniowego) i zewnętrznego kadłuba lekkiego. Zadaniem pierwszego było wytrzymanie ciśnienia wody, podczas gdy zewnętrzny kadłub lekki miał polepszać możliwości w zakresie pływania na powierzchni. Pomiędzy kadłubami znajdowały się zbiorniki balastowe i trymujące. Taka konfiguracja kadłuba dominowała w budownictwie okrętów podwodnych aż do zakończenia II wojny światowej. Jak wiele francuskich okrętów w ciągu następnych 25 lat, „Narval” był wyposażony w silnik parowy – marynarka francuska niechętnie bowiem podchodziła do wykorzystania silników spalinowych z uwagi na ryzyko eksplozji paliwa.